# Borgloon
Borgloon (in francese Looz) è una città belga di circa 10 906 abitanti, situata nella provincia fiamminga del Limburgo belga.
Fu per secoli la capitale della Contea di Loon, una contea sovrana, dal Trecento legata al principato vescovile di Liegi. 
Comune: Kuttekoven, Kerniel, Gors-Opleeuw, Jesseren, Bommershoven, Groot-Loon, Broekom, Hendrieken, Voort, Gotem, Hoepertingen, Rijkel